# Oskarshamn

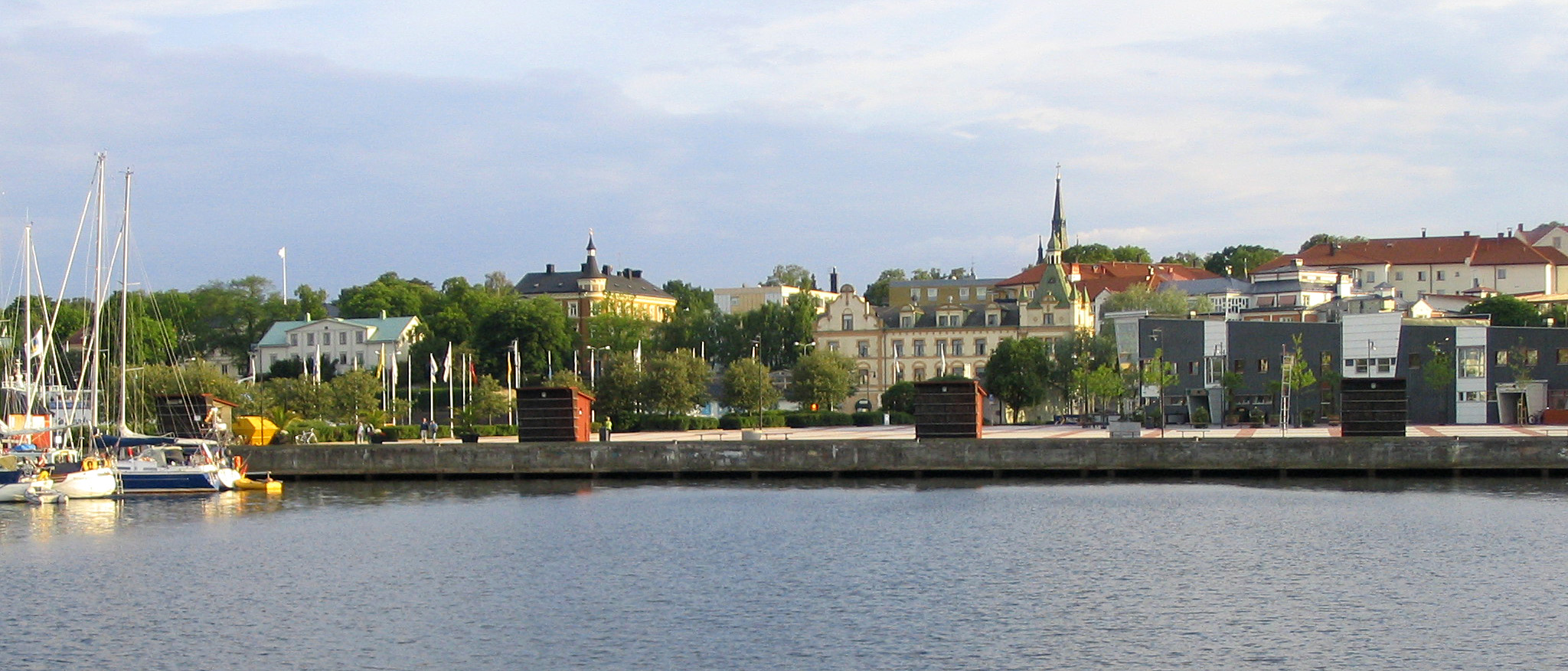
Oskarshamn

Oskarshamn ist eine Stadt in der schwedischen Provinz Kalmar län und der historischen Provinz Småland. Die Stadt an der Ostseeküste ist Hauptort der gleichnamigen Gemeinde.

## Geschichte
1646 erhielt die Fischersiedlung Döderhultsvik von Königin Christina I. den Status eines Marktfleckens. Als der Ort 1856 die Stadtrechte verliehen bekam, erfolgte auch ein Namenswechsel nach Oskarshamn. Zu dieser Zeit regierte in Schweden König Oskar I. und die Stadt, die damals etwa 2200 Einwohner hatte, erhielt ihren Namen. In früherer Zeit gab es in Oskarshamn viele Werften; doch der Großteil von ihnen ist heute stillgelegt. In der näheren Umgebung gab es viele Steinbrüche und so waren auch viele Bewohner in diesem Bereich tätig.

## Wirtschaft und Verkehr
Der Hafen von Oskarshamn besitzt sowohl nationale als auch internationale Bedeutung. Die Fährverbindung nach Gotland, metallverarbeitende Firmen wie Scania sind wichtige Wirtschaftsfaktoren.
Im Sommer existiert eine weitere Fährverbindung zur Insel Blå Jungfrun, die von der Stadt aus sichtbar ist.
Der Bahnhof von Oskarshamn wird seit Dezember 2011 wieder von Reisezügen in Richtung Berga und Nässjö bedient.
Der inzwischen geschlossene Flugplatz Oskarshamn liegt 12 km nördlich des Ortes.

## Nukleartechnik
Das Kernkraftwerk Oskarshamn befindet sich in der Nähe des Ortes. Neben dem Kraftwerk existiert seit 1985 das atomare Zwischenlager Clab (Centralt mellanlager för använt kärnbränsle – Zentrales Aufbewahrungslager für gebrauchte nukleare Brennstoffe). Es ist das zentrale Aufbewahrungslager für die Atomabfälle aus allen schwedischen Atomkraftwerken. Die Abfälle sollen dort für 30 bis 40 Jahre gelagert werden. Der Bau des zentralen schwedischen Endlagers ist in Vorbereitung.

## Kultur
Das Döderhultarmuseum zeigt über 200 Holzskulpturen des Bildhauers Axel Petersson, der vielen nur unter dem Spitznamen Döderhultarn bekannt ist. Im selben Gebäude befindet sich auch das Seefahrtsmuseum von Oskarshamn. In der Nähe des Stadtzentrums liegt das Atelier von Axel Petersson, das im Sommer für Führungen geöffnet wird.

## Stadtbild

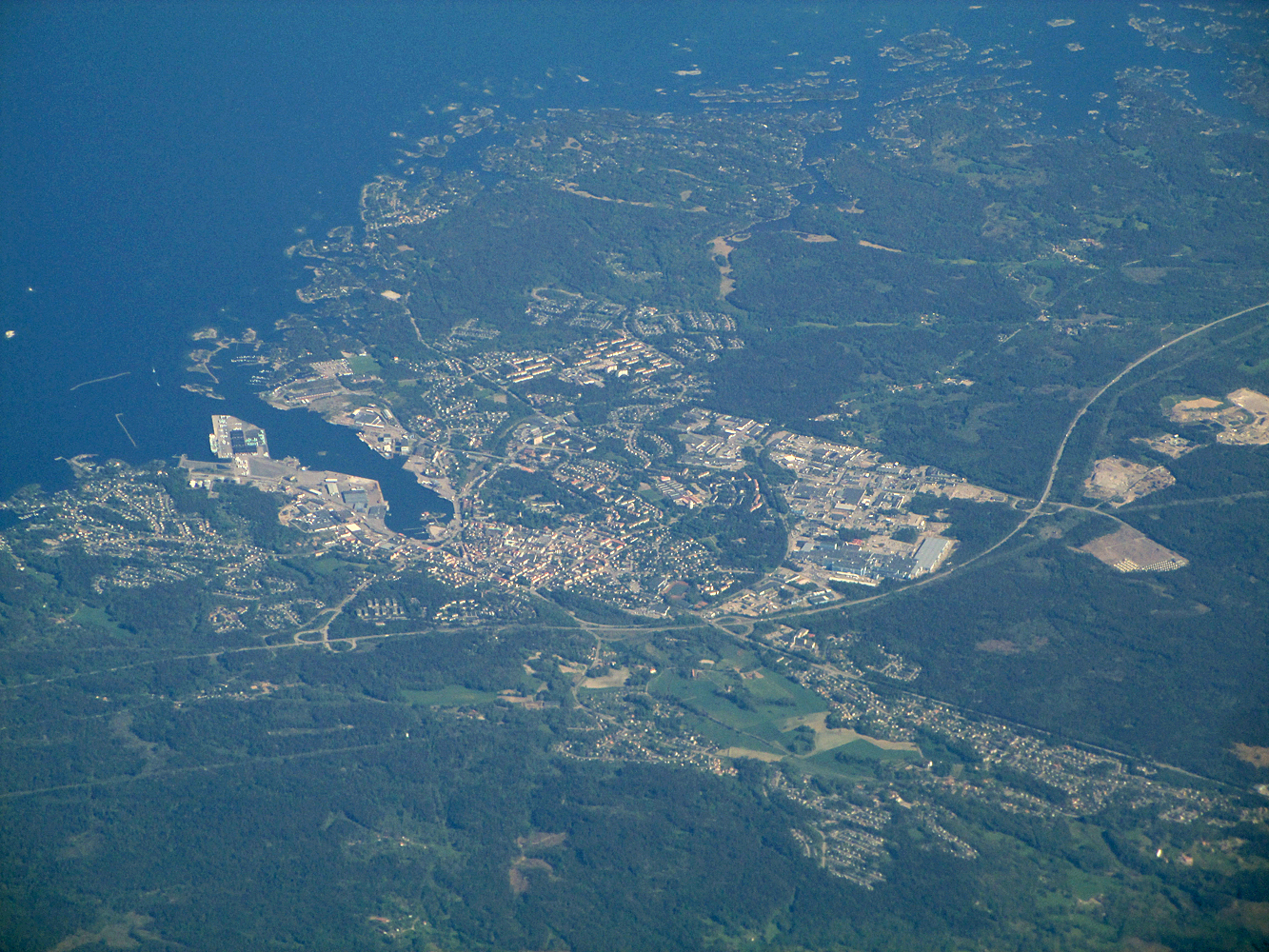
Oskarshamn, Luftaufnahme

Die meisten Häuser entstanden im 19. Jahrhundert im Zusammenhang mit dem Bau der Eisenbahnlinie von Nässjö nach Oskarshamn. Mit der Erweiterung des Hafens wuchs auch der Ort. Die Stadt entstand auf einer Klippe weit über dem Hafen. Der Bereich direkt am Hafen, das sogenannte Fnyket, ist aus kleinen Holzhäusern erbaut. Dieses Gebiet ist heute Kulturdenkmal und die schmalen Gassen im Fnyket enden oft an Treppen.
Das kommerzielle Zentrum ist reich an Bauten aus den 1960er Jahren und ähnelt damit gleichwertigen Bereichen in anderen schwedischen Städten. Ungeachtet dessen existiert noch eine Vielzahl von gut erhaltenen älteren Gebäuden.

## Sport
Aus Oskarshamn stammen die Eishockeymannschaft IK Oskarshamn. Die Mannschaft spielt in der höchsten schwedischen Profiliga; Svenska Hockeyligan.

## Söhne und Töchter
- Axel Munthe (1857–1949), Arzt und Autor
- Bernhard Kahn (1876–1955), Funktionär in jüdischen Hilfsorganisationen
- Sten Mellgren (1900–1989), Fußballspieler
- Lars Sjösten (1941–2011), Jazz-Pianist und Komponist
- Rolf Andersson (1942–2023), Fußballspieler
- Håkan Lindquist (1958–2022), Schriftsteller
- Håkan Juholt (* 1962), Politiker
- Glenn Magnusson (* 1969), Radrennfahrer
- Per Gustafsson (* 1970), Eishockeyspieler
- Mattias Ståhl (* 1971), Jazzmusiker
- Mathias Johansson (* 1974), Eishockeyspieler

## Galerie

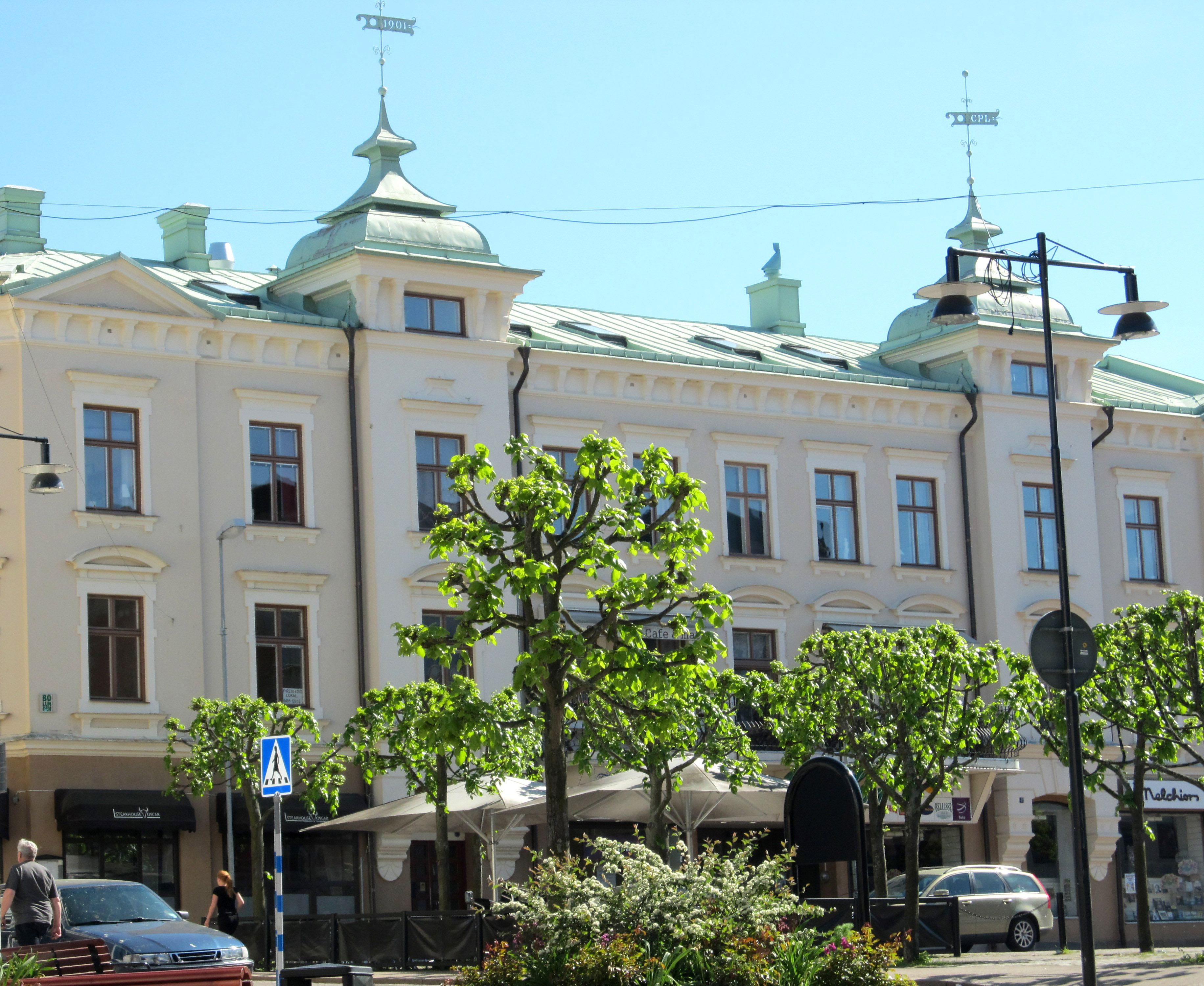
Lilla Torget
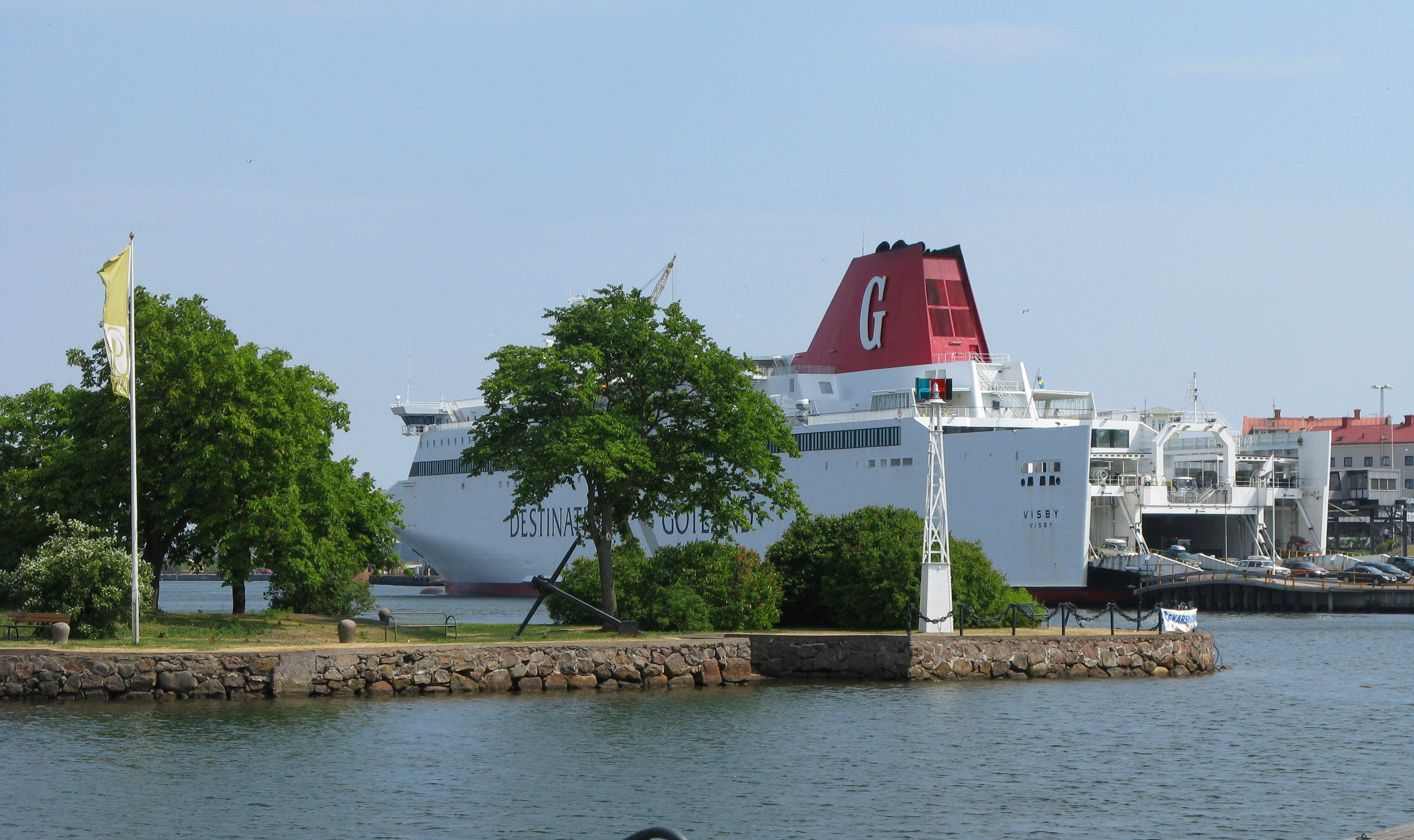
Hafen mit Schiff M/S Visby.
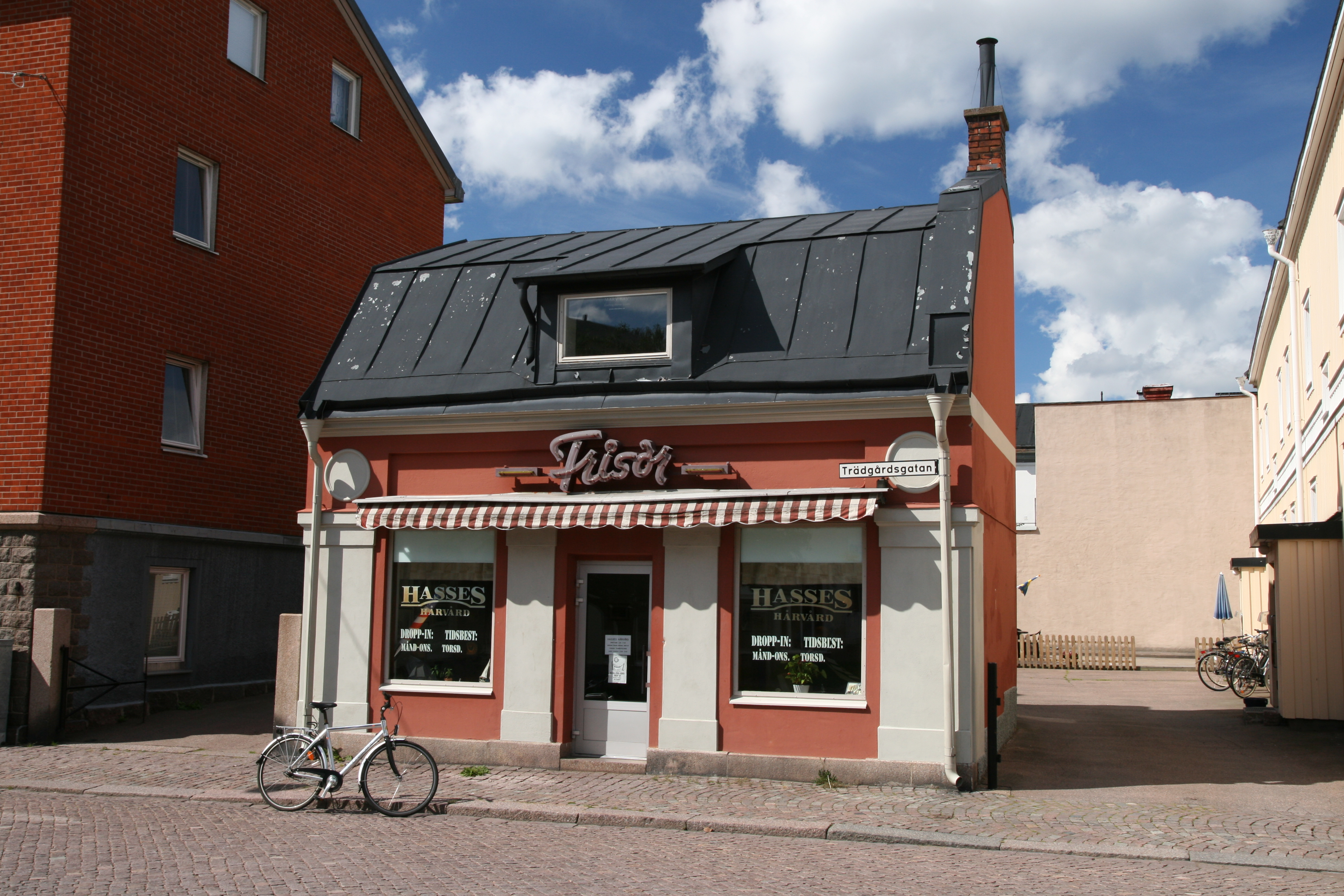
Barbershop
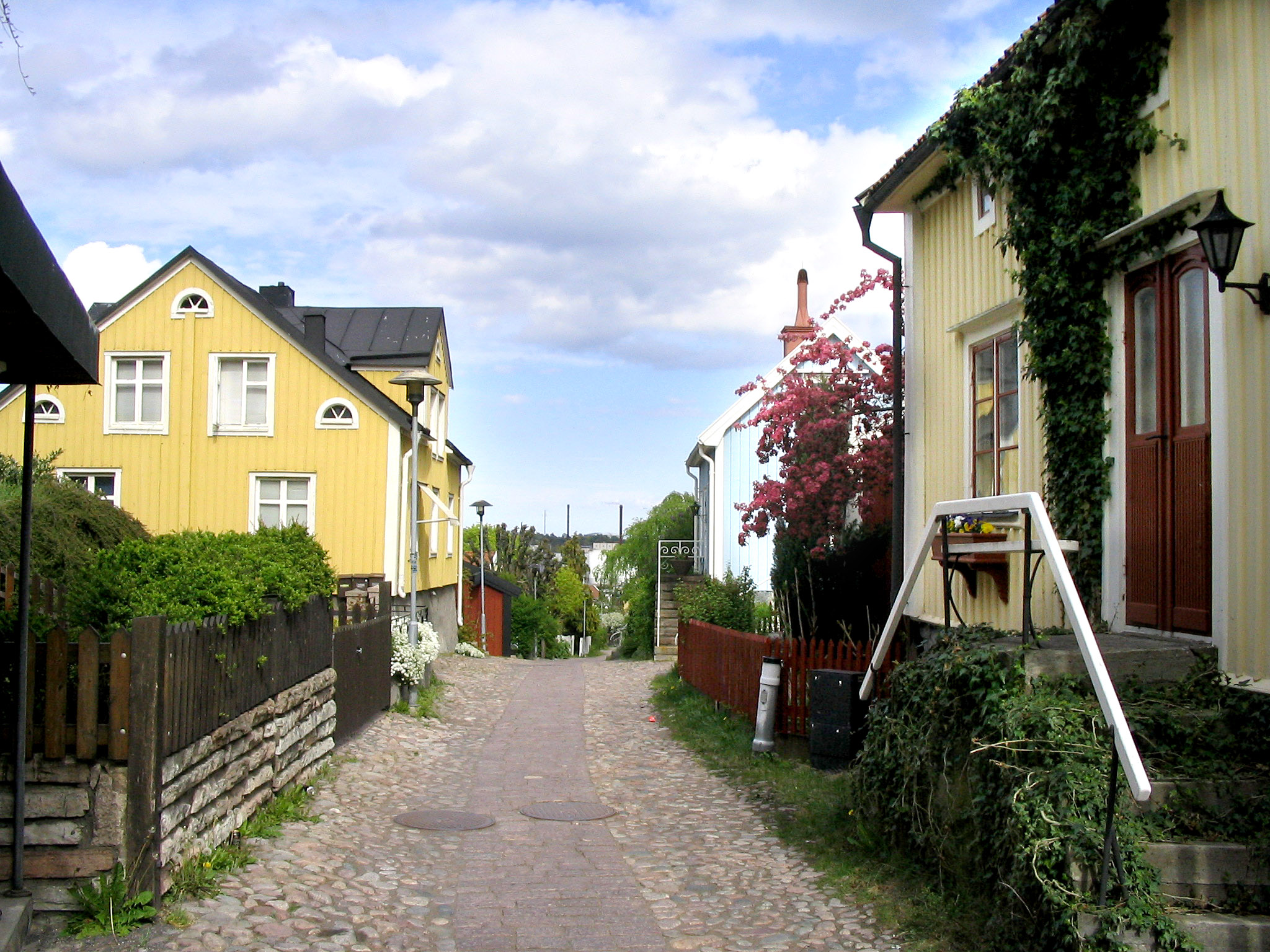
Stadtteil Besväret & Fnyket
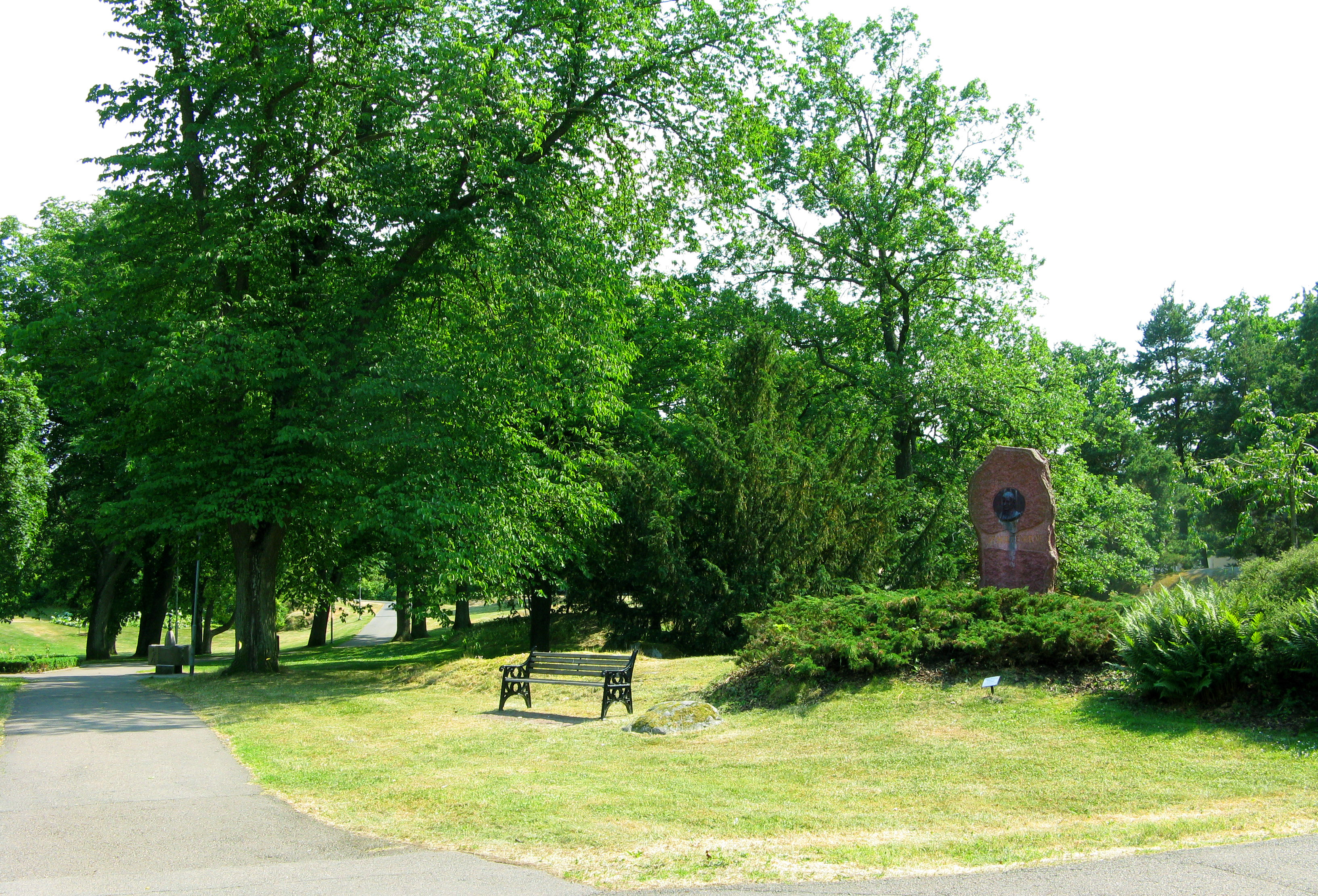
Der Park.
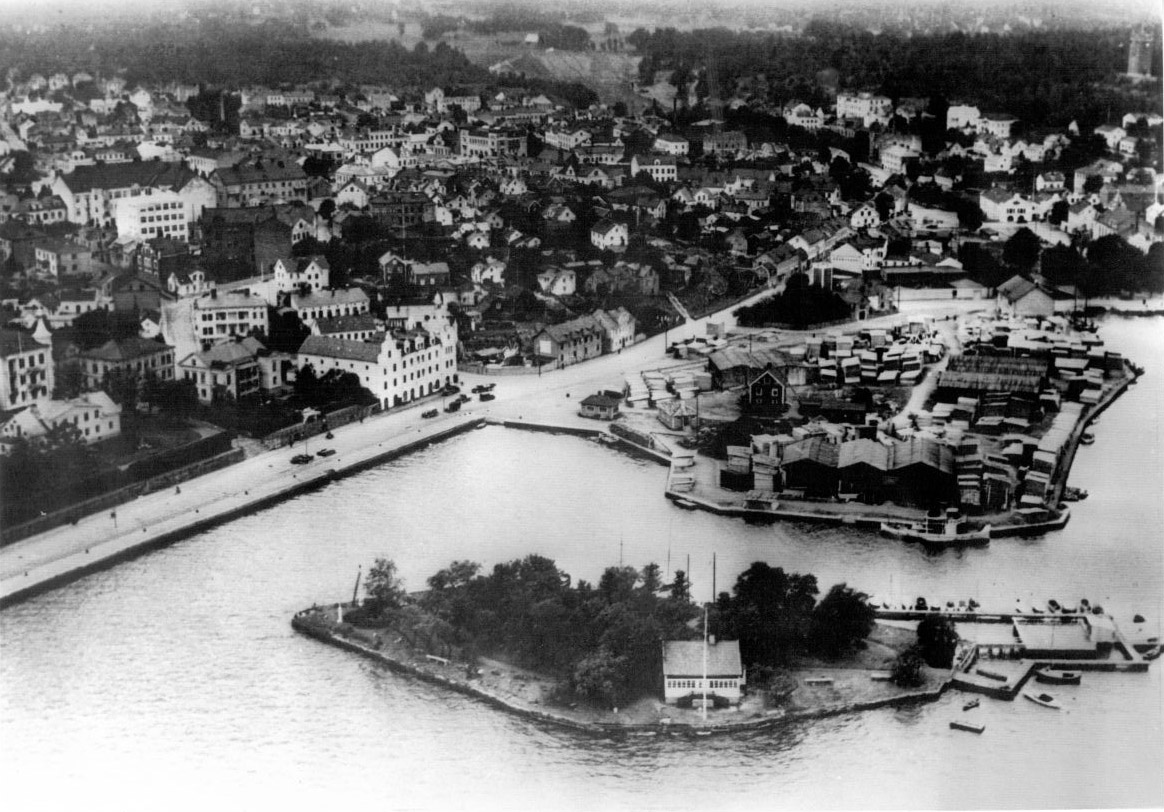
Oskarshamn 1930.
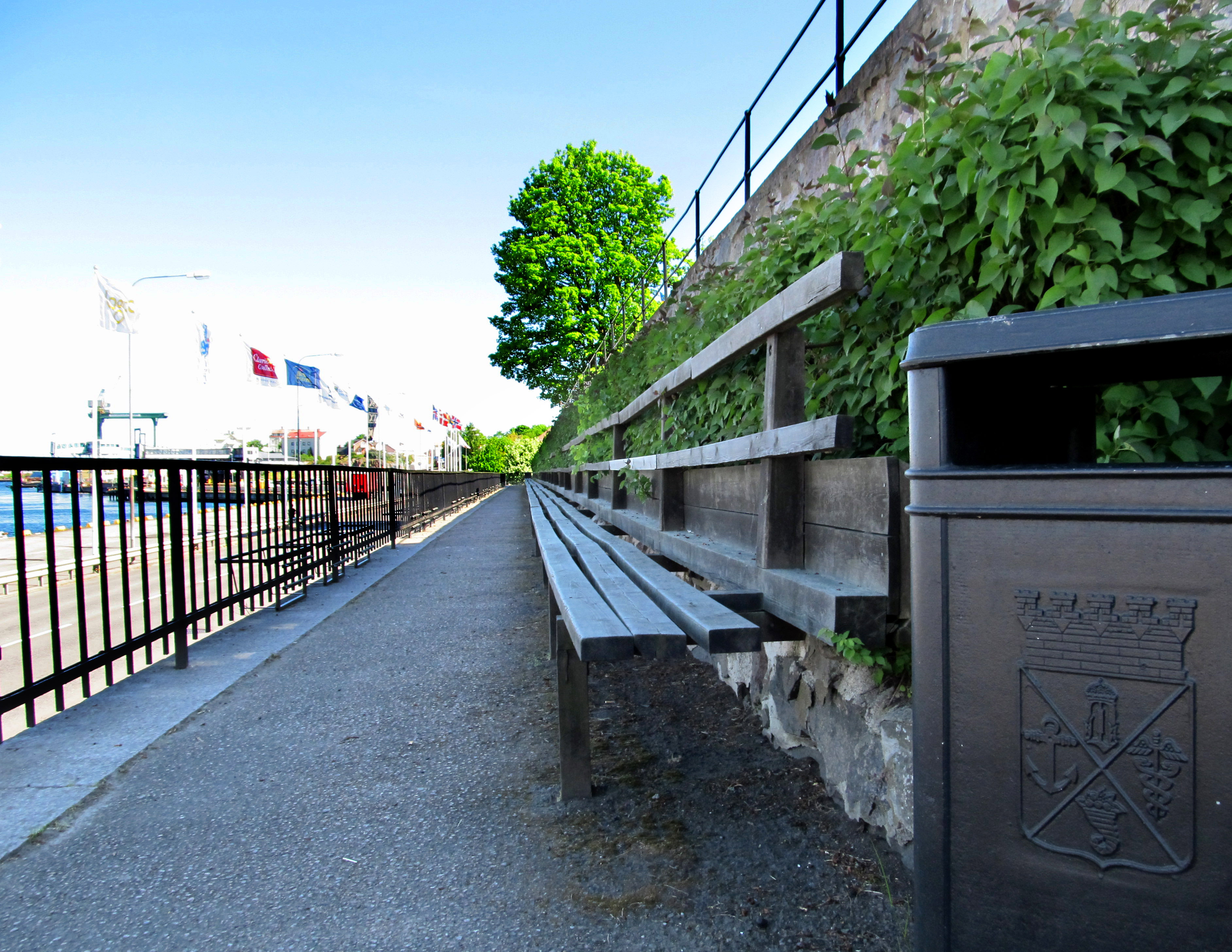
Die Bank Långa soffan, 72 Meter.
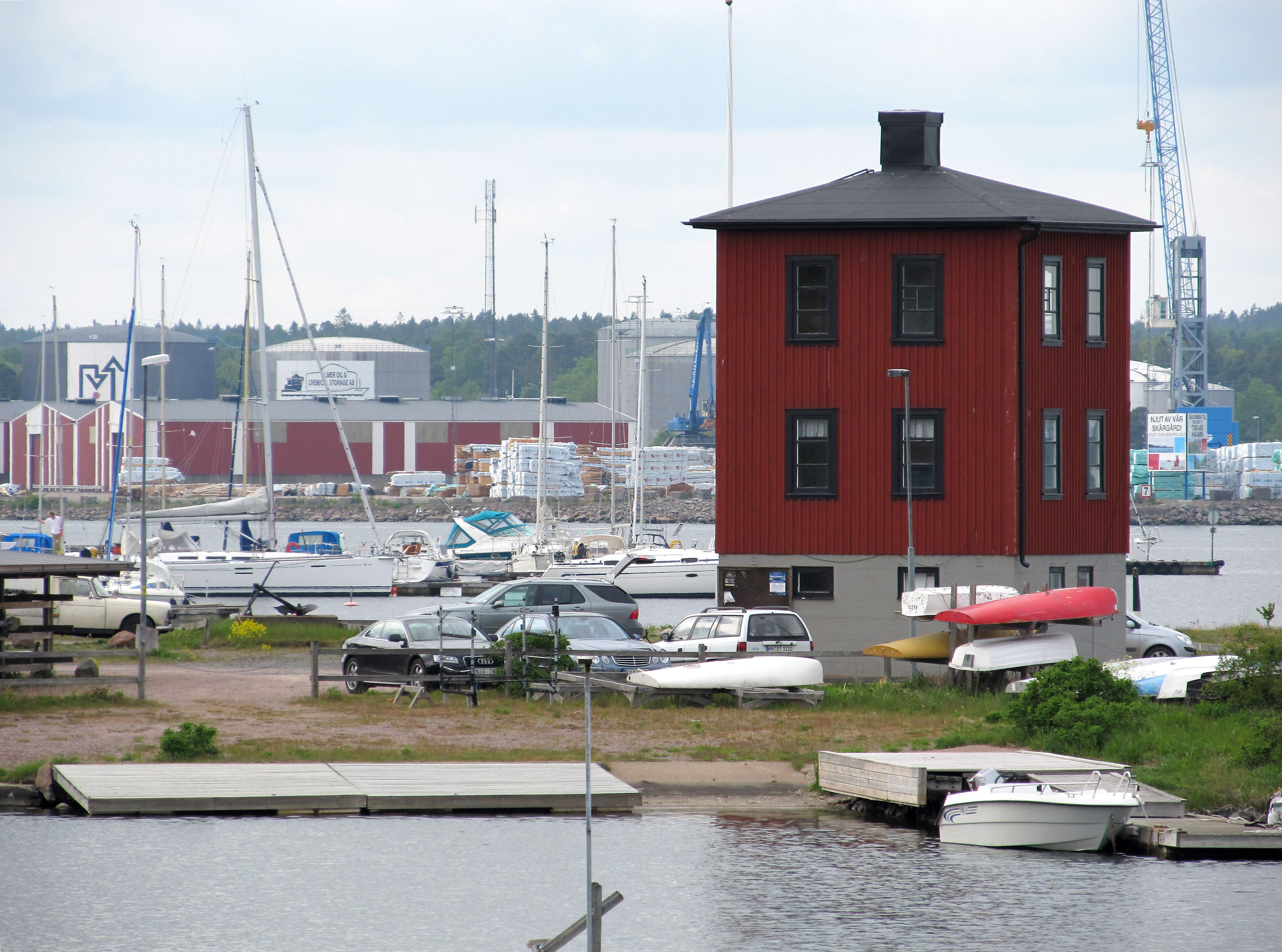
Ernemar Marina, Oskarshamn.
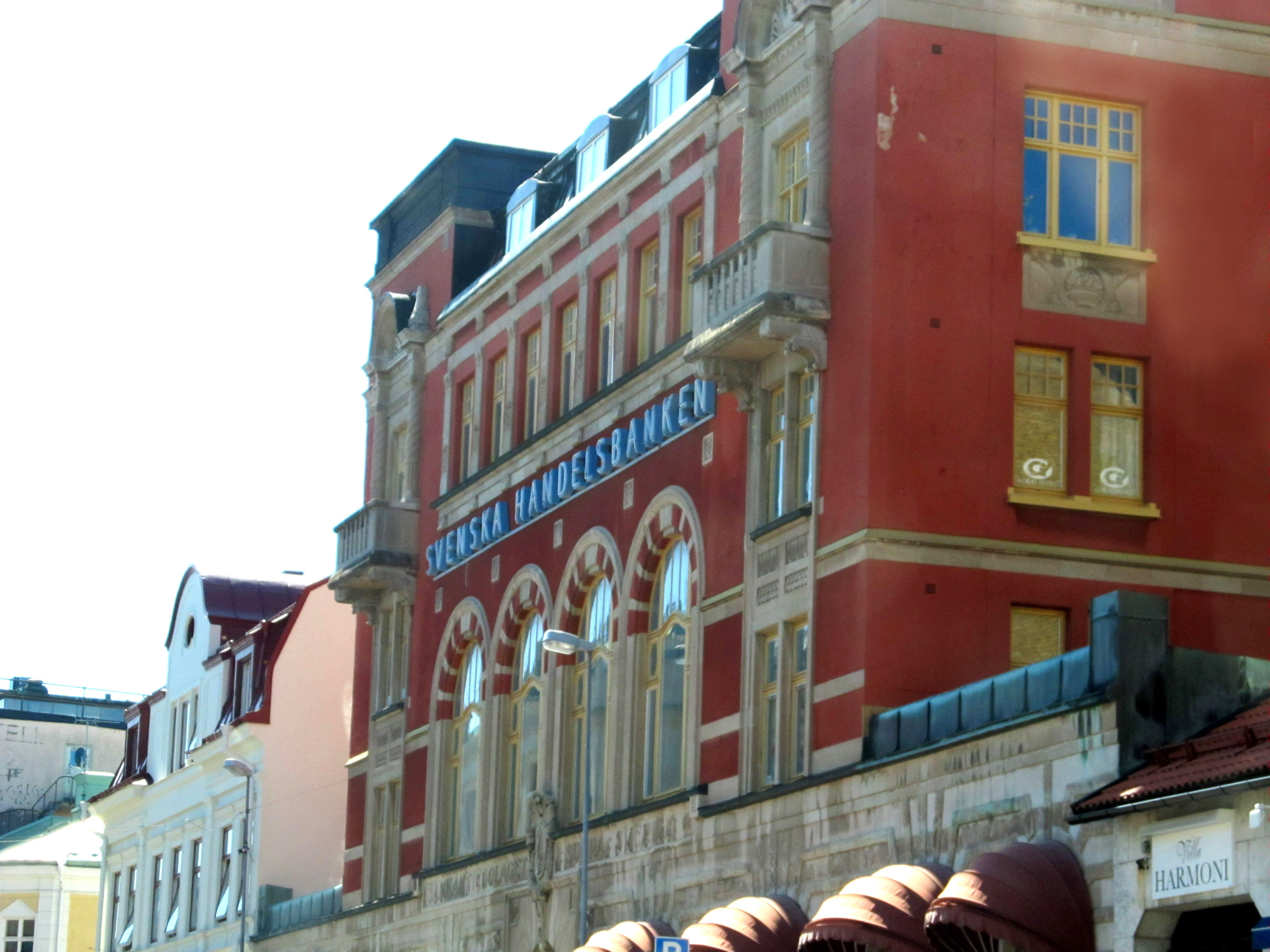
Lilla Torget